# بايرون (وايومنغ)
بايرون (بالإنجليزية: Byron, Wyoming)‏ هي بلدة تقع في مقاطعة بيغ هورن، وايومنغ بولاية وايومنغ في الولايات المتحدة. تبلغ مساحتها 2.49 (كم²)، وترتفع عن سطح البحر 1228 م، بلغ عدد سكانها 593 نسمة في عام 2010 حسب إحصاء مكتب تعداد الولايات المتحدة وتصل الكثافة السكانية فيها 251.6 نسمة/كم2.

## التركيبة السكانية
قام مكتب تعداد الولايات المتحدة بتحديد بيانات التركيبة السكانية لبايرون في تعداد الولايات المتحدة. في ما يلي، التركيبة السكانية حسب تعدادي 2000 و2010.

### تعداد عام 2000
بلغ عدد سكان بايرون 557 نسمة بحسب تعداد عام 2000، وبلغ عدد الأسر 195 أسرة وعدد العائلات 148 عائلة مقيمة في البلدة. في حين سجلت الكثافة السكانية 662.8 نسمة لكل ميل مربع (255.9/كم2). وبلغ عدد الوحدات السكنية 217 وحدة بمتوسط كثافة قدره 258.2 نسمة لكل ميل مربع (99.7/كم2).
وتوزع التركيب العرقي للبلدة بنسبة 90.84% من البيض و 0.36% من الأمريكيين الأصليين و 1.62% من عرقين مختلطين أو أكثر.
بلغ عدد الأسر 195 أسرة كانت نسبة 37.4% منها لديها أطفال تحت سن الثامنة عشر تعيش معهم، وبلغت نسبة الأزواج القاطنين مع بعضهم البعض 57.4% من أصل المجموع الكلي للأسر، ونسبة 14.9% من الأسر كان لديها معيلات من الإناث دون وجود شريك، وكانت نسبة 23.6% من غير العائلات. تألفت نسبة 20.0% من أصل جميع الأسر من أفراد ونسبة 9.7% كانوا يعيش معهم شخص وحيد يبلغ من العمر 65 عاماً فما فوق. وبلغ متوسط حجم الأسرة المعيشية 3.34، أما متوسط حجم العائلات فبلغ 2.86.
بلغ العمر الوسطي للسكان 34 عاماً. وكانت نسبة 32.9% من القاطنين تحت سن الثامنة عشر، وكانت نسبة 7.4% بين الثامنة عشر والأربعة وعشرون عاماً، ونسبة 21.2% كانت واقعةً في الفئة العمرية ما بين الخامسة والعشرون حتى والأربعة وأربعون عاماً، ونسبة 24.8% كانت ما بين الخامسة والأربعون حتى الرابعة والستون، ونسبة 13.8% كانت ضمن فئة الخامسة والستون عاماً فما فوق. يوجد لكل 100 أنثى 106.3 ذكر، ويوجد لكل 100 أنثى في الثامنة عشر من عمرها فما فوق 93.8 ذكر.
بلغ متوسط دخل الأسرة في البلدة 34,375 دولار، أما متوسط دخل العائلة فبلغ 37,045 دولار. وكان متوسط دخل الذكور 33,409 دولار مقابل 16,667 دولار للإناث. وسجل دخل الفرد الخاص بالبلدة 11,931 دولار. وكانت نسبة 19.9% من العائلات ونسبة 22.6% من السكان تحت خط الفقر، وكان من هؤلاء نسبة 34.6% تحت سن الثامنة عشر ونسبة 9.1% في الخامسة والستين من العمر وما فوق.

### تعداد عام 2010
بلغ عدد سكان بايرون 593 نسمة بحسب تعداد عام 2010، وبلغ عدد الأسر 210 أسرة وعدد العائلات 161 عائلة مقيمة في البلدة. في حين سجلت الكثافة السكانية 651.6 نسمة لكل ميل مربع (251.6/كم2). وبلغ عدد الوحدات السكنية 238 وحدة بمتوسط كثافة قدره 261.5 لكل ميل مربع (101.0/كم2).
وتوزع التركيب العرقي للبلدة بنسبة 97.1% من البيض و 0.2% من الأمريكيين الأصليين و 0.8% من عرقين مختلطين أو أكثر.
بلغ عدد الأسر 210 أسرة كانت نسبة 38.6% منها لديها أطفال تحت سن الثامنة عشر تعيش معهم، وبلغت نسبة الأزواج القاطنين مع بعضهم البعض 60.0% من أصل المجموع الكلي للأسر، ونسبة 12.4% من الأسر كان لديها معيلات من الإناث دون وجود شريك، بينما كانت نسبة 4.3% من الأسر لديها معيلون من الذكور دون وجود شريكة وكانت نسبة 23.3% من غير العائلات. تألفت نسبة 19.0% من أصل جميع الأسر من أفراد ونسبة 7.1% كانوا يعيش معهم شخص وحيد يبلغ من العمر 65 عاماً فما فوق. وبلغ متوسط حجم الأسرة المعيشية 3.25، أما متوسط حجم العائلات فبلغ 2.82.
بلغ العمر الوسطي للسكان 35.9 عاماً. وكانت نسبة 30.9% من القاطنين تحت سن الثامنة عشر، وكانت نسبة 7.2% بين الثامنة عشر والأربعة وعشرون عاماً، ونسبة 24% كانت واقعةً في الفئة العمرية ما بين الخامسة والعشرون حتى والأربعة وأربعون عاماً، ونسبة 24.3% كانت ما بين الخامسة والأربعون حتى الرابعة والستون، ونسبة 13.7% كانت ضمن فئة الخامسة والستون عاماً فما فوق. وتوزع التركيب الجنسي للسكان بنسبة 50.8% ذكور و49.2% إناث.

## وصلات خارجية
- The US50 - Cities and Towns in Wyoming State
- Wyoming Cities and Towns, Facts, Map, Flag, Colleges, Government, and More